# Bạo lực đối với phụ nữ

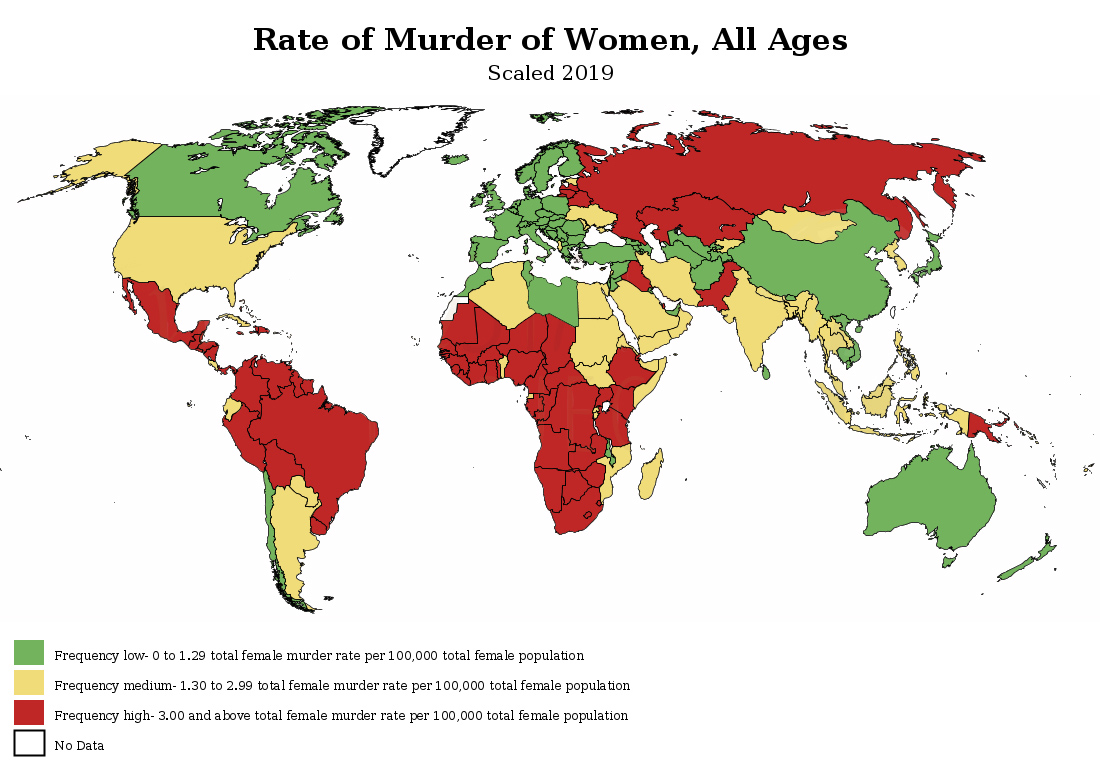
Bản đồ thế giới hiển thị số vụ giết người đối với phụ nữ trên 100.000 dân, 2019

Bạo lực đối với phụ nữ, còn được gọi là bạo lực trên cơ sở giới  và bạo lực giới tính  là các hành vi bạo lực chủ yếu hoặc dành riêng cho phụ nữ hoặc trẻ em gái. Bạo lực như vậy thường được coi là một hình thức của tội ác căm thù, cam kết chống lại phụ nữ hoặc trẻ em gái đặc biệt vì chúng là nữ giới và có thể có nhiều hình thức.
Bạo lực đối với phụ nữ có một lịch sử rất dài, mặc dù các sự cố và cường độ của bạo lực như vậy đã thay đổi theo thời gian và thậm chí ngày nay khác nhau giữa các xã hội. Bạo lực như vậy thường được coi là một cơ chế để khuất phục phụ nữ, cho dù trong xã hội nói chung hay trong mối quan hệ giữa các cá nhân. Bạo lực như vậy có thể phát sinh từ một cảm giác có quyền, ưu việt hơn, ghét phụ nữ hoặc thái độ tương tự ở thủ phạm, hoặc do tính chất bạo lực của chính thủ phạm, đặc biệt là đối với phụ nữ.
Tuyên bố về xóa bỏ bạo lực đối với phụ nữ của Liên Hợp Quốc ghi rõ, "bạo lực đối với phụ nữ là biểu hiện của mối quan hệ quyền lực bất bình đẳng trong lịch sử giữa nam và nữ" và "bạo lực đối với phụ nữ là một trong những cơ chế xã hội quan trọng mà phụ nữ bị ép buộc vào vị trí cấp dưới so với đàn ông. " 
Kofi Annan, Tổng thư ký Liên Hợp Quốc, đã tuyên bố trong một báo cáo năm 2006 được đăng trên trang web của Quỹ Phát triển Phụ nữ Liên Hợp Quốc (UNIFEM): 
 Bạo lực đối với phụ nữ và trẻ em gái là một vấn đề với tỷ lệ như đại dịch. Ít nhất một trong ba phụ nữ trên khắp thế giới đã bị đánh đập, ép buộc quan hệ tình dục hoặc bị ngược đãi trong đời với kẻ ngược đãi thường là người quen biết với cô ấy. 

## Các loại bạo lực
Bạo lực đối với phụ nữ có thể phù hợp với một số loại lớn. Chúng bao gồm bạo lực được thực hiện bởi các cá nhân cũng như các nhà nước. Một số hình thức bạo lực mà các cá nhân gây ra là: hiếp dâm, bạo lực gia đình, quấy rối tình dục, tạt axit, cưỡng bức sinh sản, giết trẻ sơ sinh gái, lựa chọn giới tính trước khi sinh, bạo lực sản khoa, bạo lực trên cơ sở giới và bạo lực ngoài đời; cũng như các tập tục truyền thống hoặc truyền thống có hại như giết người vì danh dự, bạo lực của hồi môn, cắt xén bộ phận sinh dục nữ, kết hôn bằng cách bắt cóc và cưỡng hôn. Có những hình thức bạo lực có thể được chính phủ duy trì hoặc kết án, như hãm hiếp trong chiến tranh; bạo lực tình dục và nô lệ tình dục trong các cuộc xung đột; buộc phải triệt sản; buộc phải phá thai; bạo lực của cảnh sát và nhân viên có thẩm quyền; ném đá và đánh bằng gây. Nhiều hình thức của bạo lực đối với phụ nữ, chẳng hạn như buôn bán phụ nữ và mại dâm cưỡng bức thường được các mạng lưới tội phạm có tổ chức thực hiện. Về mặt lịch sử, đã có những hình thức bthực hiện bởi  có tổ chức, như các thử nghiệm Phù thủy trong thời kỳ đầu hiện đại hay chế độ nô lệ tình dục của phụ nữ mua vui.
Tổ chức Y tế Thế giới (WHO), trong nghiên cứu về bạo lực đối với phụ nữ, đã phân tích và phân loại các dạng khác nhau của nó xảy ra trong tất cả các giai đoạn của cuộc sống phụ nữ từ trước khi sinh đến khi về già.
Trong những năm gần đây, đã có một xu hướng tiếp cận bạo lực đối với phụ nữ ở cấp độ quốc tế thông qua các phương thức như công ước hoặc, trong Liên minh châu Âu, thông qua các chỉ thị (như chỉ thị chống quấy rối tình dục và chỉ thị chống buôn bán người).